# Madenköprübaşı, İspir
Madenköprübaşı là một thị trấn thuộc huyện İspir, tỉnh Erzurum, Thổ Nhĩ Kỳ. Dân số thời điểm năm 2011 là 1.275 người.